# Brunn (Bavière)
Pour les articles homonymes, voir Brunn.
Brunn est une commune de Bavière (Allemagne), située dans l'arrondissement de Ratisbonne, dans le district du Haut-Palatinat.